# Décalage de Bernoulli (mathématiques)
Pour les articles homonymes, voir Décalage de Bernoulli.

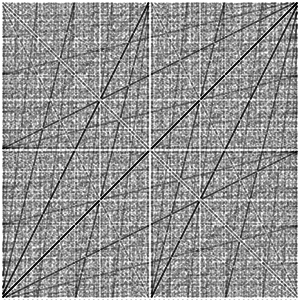
Diagramme (x, y) où est rationnel
et y = xn pour toutes les valeurs de n.

Le décalage de Bernoulli (également connu comme fonction dyadique ou fonction 2x mod 1)
est l'application
{\displaystyle {\begin{aligned}d:&[0,1[&\to &\mathbb {R} ^{\infty }\\&x&\mapsto &(x_{0},x_{1},x_{2},\ldots )\end{aligned}}}
produite par la règle
{\displaystyle x_{0}=x}
{\displaystyle \forall n\geq 0,x_{n+1}=(2\cdot x_{n})\mod 1}.
De façon équivalente, le décalage de Bernoulli peut également être défini comme la fonction itérée de la fonction affine par parties
{\displaystyle f(x)={\begin{cases}2x&\mathrm {si} \ 0\leq x<0,5\\2x-1&\mathrm {si} \ 0,5\leq x<1\end{cases}}}

## Sensibilité aux conditions initiales
Le décalage de Bernoulli fournit un exemple de la manière dont une simple fonction unidimensionnelle peut mener au chaos.
Si x0 est rationnel, l'image de x0 contient un nombre fini de valeurs différentes dans [0 ; 1] et l'orbite positive de x0 est périodique à partir d'un certain point, avec la même période que le développement binaire de x0. Par exemple, l'orbite positive de 11/24 est :
{\displaystyle {\frac {11}{24}}\to {\frac {11}{12}}\to {\frac {5}{6}}\to {\frac {2}{3}}\to {\frac {1}{3}}\to {\frac {2}{3}}\to {\frac {1}{3}}\to \cdots }
Si x0 est irrationnel, l'image de x0 contient un nombre infini de valeurs différentes et l'orbite positive de x0 n'est jamais périodique.
À l'intérieur de n'importe quel sous-intervalle de [0 ; 1], aussi petit qu'il soit, il y a donc une infinité de points dont les orbites sont périodiques à partir d'un certain point et un nombre infini de points dont les orbites ne sont jamais périodiques. Cette sensibilité extrême aux conditions initiales est une caractéristique des fonctions chaotiques.

## Conjugué
Le décalage de Bernoulli est le conjugué topologique de la fonction en tente de hauteur unité.

## Intégrabilité
Le décalage de Bernoulli est un modèle complètement intégrable dans la théorie du chaos déterministe. Les fonctions propres de carré sommable de l'opérateur d'évolution associé au décalage de Bernoulli sont les polynômes de Bernoulli. Ces fonctions propres forment un spectre discret avec comme valeurs propres 2–n pour les entiers non négatifs n.
Il existe des vecteurs propres plus généraux, qui ne sont pas de carré sommable, associés à un spectre continu.
Ceux-ci sont donnés par la fonction zêta de Hurwitz ; de manière équivalente, les combinaisons de la fonction zêta de Hurwitz donnent des fonctions propres dérivables nulle part, dont la fonction de Takagi. Les fonctions propres fractales présentent une symétrie par rapport au groupoïde du groupe modulaire.